# Сара Снук
Сара Снук (енгл. Sarah Snook; Аделејд, 1. децембар 1987) аустралијска је глумица. Најпознатија је по улози Шив Рој у телевизијској серији Наследници (2018—2023), за коју је добила похвале критичара и освојила две награде Златни глобус, награду Еми, две Телевизијске награде по избору критичара и две Награде Удружења филмских глумаца.
Међу осталим филмовима, Снукова је глумила у Није погодно за децу (2012), Последњи сат (2013), Предодређење (2014), Кројачица (2015), Стив Џобс (2015), Стаклени замак (2017) и Комади жене (2020). Освојила је две награде ААКТА за своје главне улоге у филмовима Ратне сестре (2010) и Предодређење.

## Филмографија

### Филм
| Филм  | Српски назив           | Изворни назив | Улога                  | Напомене    |
| ----- | ---------------------- | ------------- | ---------------------- | ----------- |
| 2010. |                        |               | Кристал                | кратки филм |
| 2011. |                        |               | Ајла                   | кратки филм |
| 2011. | Успавана лепотица      |               | станар                 |             |
| 2012. | Није прикладно за децу |               | Стиви                  |             |
| 2013. | Последњи сат           |               | Мендина мајка          |             |
| 2014. | Предодређење           |               | Џејн/Џон               |             |
| 2014. | Џезабел                |               | Џеси Лорент            |             |
| 2015. | Кројачица              |               | Гертруда „Труди” Прат  |             |
| 2015. |                        |               | Емили Марш             |             |
| 2015. |                        |               | Пепе Тревор            |             |
| 2015. | Стив Џобс              |               | Андреа „Енди” Канингам |             |
| 2017. | Стаклени замак         |               | Лори Волс              |             |
| 2018. | Кућа духова            | Winchester    | Маријан Мариот         |             |
| 2018. | Два брата              |               | Сенди                  |             |
| 2020. | Америчка туршија       |               | Сара Гринбаум          |             |
| 2020. | Комади жене            |               | Сузана                 |             |

### Телевизија
| Година     | Српски назив      | Изворни назив | Улога                    | Напомене                                                       |
| ---------- | ----------------- | ------------- | ------------------------ | -------------------------------------------------------------- |
| 2009.      | Сви свети         |               | Софи                     | епизода: „Криве куглице”                                       |
| 2010.      | Ратне сестре      |               | Лорна Вајт               | телевизијски филм                                              |
| 2011.      | Пуна кућа Рафтера |               | Џоди Веб                 | 2. епизоде                                                     |
| 2011.      |                   |               | Деби Френклин            | телевизијски филм                                              |
| 2011.      |                   |               | Мина Мулер               | епизода: „Хенри 1878.”                                         |
| 2011.      |                   |               | Антонија                 | 10 епизода                                                     |
| 2013.      |                   |               | полицајка Сара Доналдсон | епизода: „Ратни пси”                                           |
| 2014.      |                   |               | Луиза                    | епизода: „Срећна годишњица Кевину и Мари”                      |
| 2015.      |                   |               | Сал Торнхил              | главна улога; 2. епизоде                                       |
| 2015.      |                   |               | Ана                      | главна улога; 6 епизода                                        |
| 2016.      | Црно огледало     |               | Медина                   | епизода: „Мушкарци против ватре”                               |
| 2018—2023. | Наследници        |               | Шивон „Шив” Рој          | главна улога; 39 епизода                                       |
| 2019.      |                   |               | кобила Роуз / Миџ (глас) | епизода: „Снупи Камино Линдо у: Брзи и прљави снимак веверице” |
| 2020.      |                   |               | Ники                     | епизода: „Вододелница”                                         |